# Ventenac-Cabardès
Ventenac-Cabardès är en kommun i departementet Aude i regionen Occitanien  i södra Frankrike. Kommunen ligger i kantonen Alzonne som ligger i arrondissementet Carcassonne. År 2022 hade Ventenac-Cabardès 959 invånare.

## Befolkningsutveckling
Antalet invånare i kommunen Ventenac-Cabardès
Referens: INSEE